# Bazentin
Bazentin est une commune française située dans le département de la Somme en région Hauts-de-France.

## Géographie

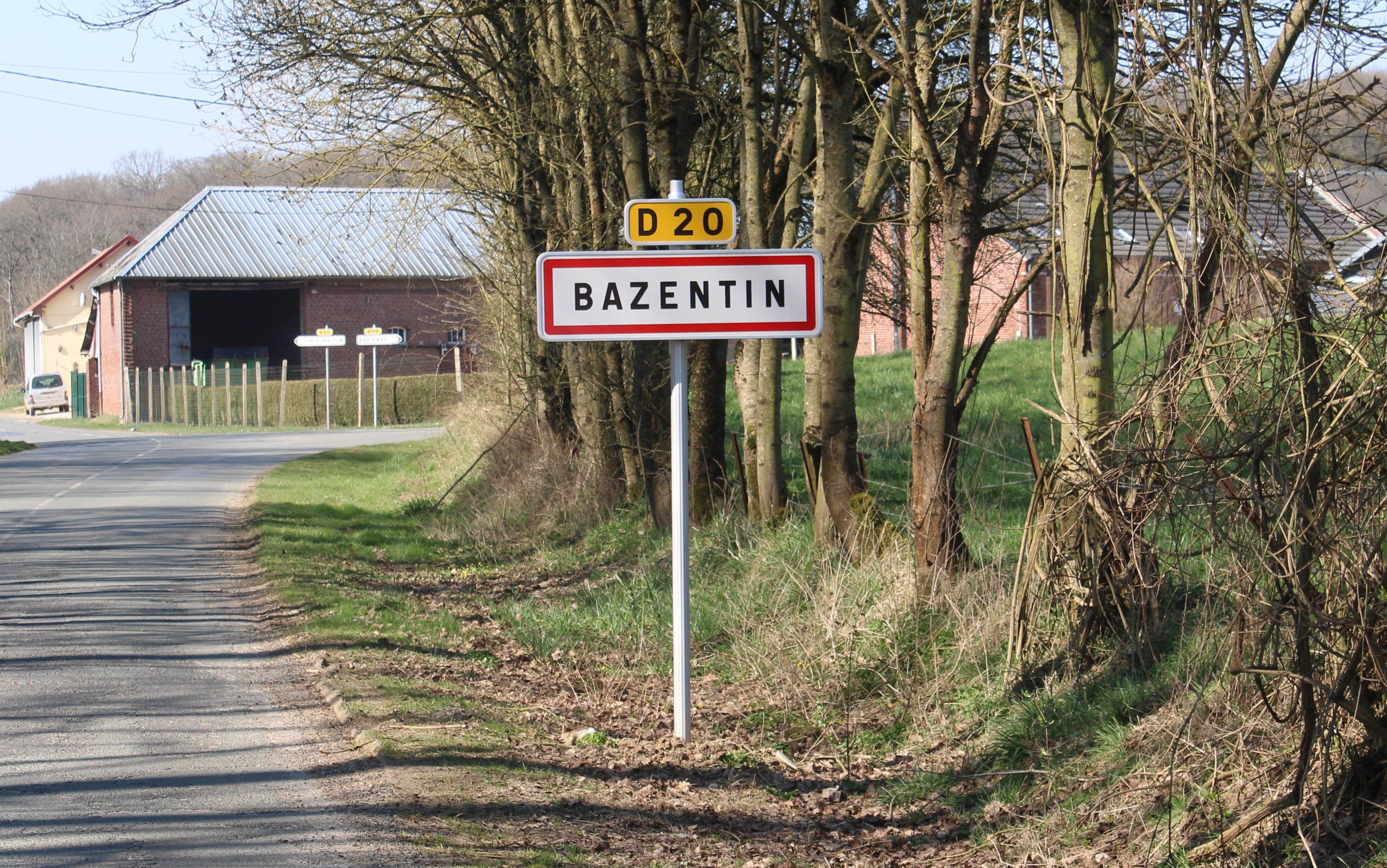
Entrée du village.

### Localisation
Bazentin est un village picard de l'Amiénois aux confins des départements de la Somme et du Pas-de-Calais, situé à 9 km au nord-est d'Albert, au cœur de la zone des combats de la bataille de la Somme.

#### Communes limitrophes
| Pozières     | Martinpuich Pas-de-Calais |           |
| Contalmaison | Bazentin                  | Longueval |
| Mametz       | Montauban-de-Picardie     |           |

### Nature du sol et du sous-sol
Le sol et le sous-sol de la commune sont de formation tertiaire et quaternaire. Ils sont composés d'une épaisse couche de marne assez imperméable. On rencontre de la silice dans le vallon.

### Relief, paysage, végétation
Le vallon partage le territoire communal en deux. son altitude inférieure est de 10 m et il culmine à 150 m.

### Hydrographie
La commune est située dans le bassin Artois-Picardie. Elle n'est drainée par aucun cours d'eau.

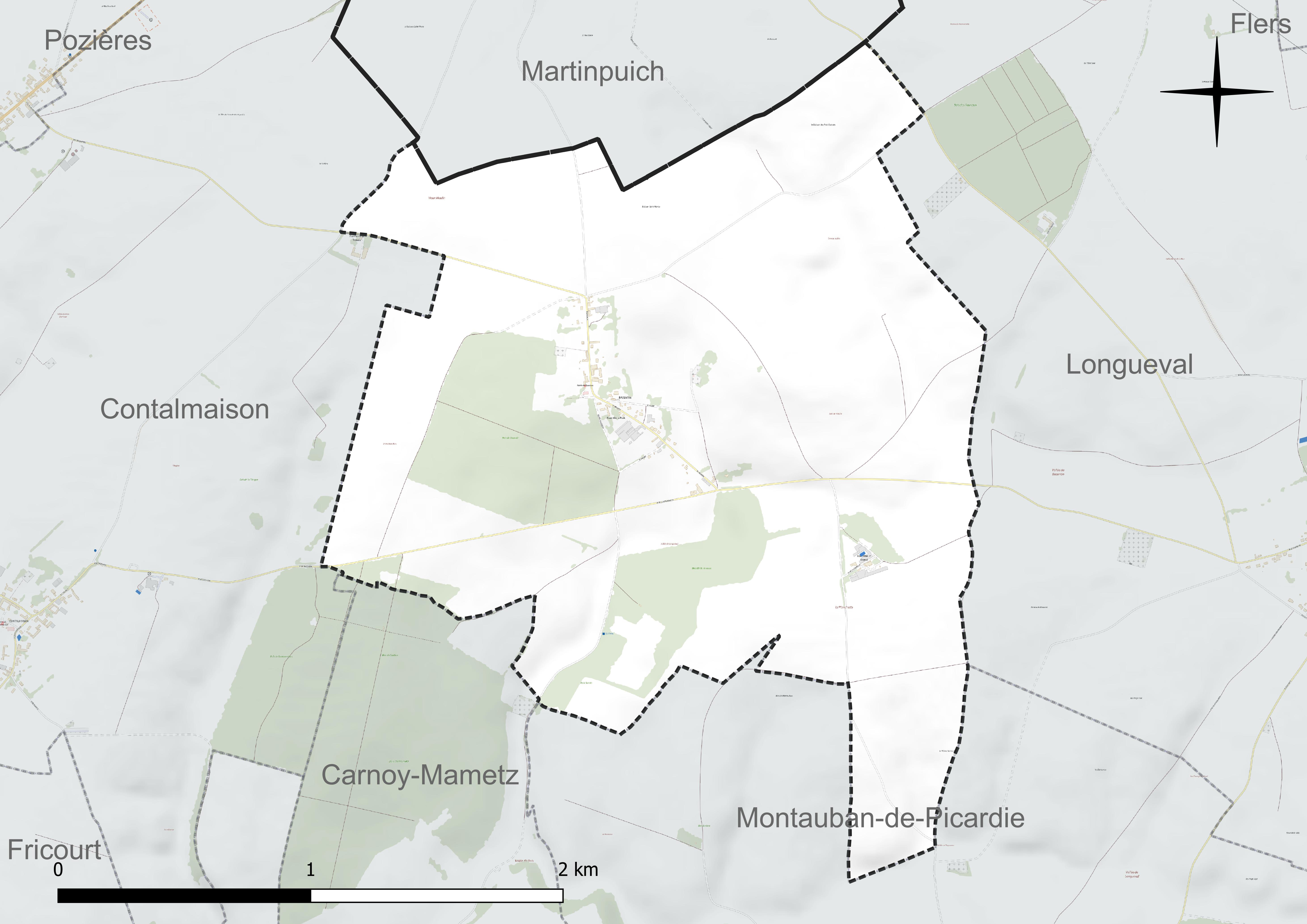
Réseau hydrographique de Bazentin.

### Climat
Pour des articles plus généraux, voir Climat des Hauts-de-France et Climat de la Somme.
En 2010, le climat de la commune est de type climat océanique dégradé des plaines du Centre et du Nord, selon une étude du CNRS s'appuyant sur une série de données couvrant la période 1971-2000. En 2020, Météo-France publie une typologie des climats de la France métropolitaine dans laquelle la commune est exposée à un climat océanique et est dans la région climatique Nord-est du bassin Parisien, caractérisée par un ensoleillement médiocre, une pluviométrie moyenne régulièrement répartie au cours de l'année et un hiver froid (3 °C).
Pour la période 1971-2000, la température annuelle moyenne est de 10 °C, avec une amplitude thermique annuelle de 14,2 °C. Le cumul annuel moyen de précipitations est de 812 mm, avec 12,2 jours de précipitations en janvier et 9,2 jours en juillet. Pour la période 1991-2020, la température moyenne annuelle observée sur la station météorologique la plus proche, située sur la commune de Méaulte à 9 km à vol d'oiseau, est de 10,7 °C et le cumul annuel moyen de précipitations est de 730,3 mm,. Pour l'avenir, les paramètres climatiques de la commune estimés pour 2050 selon différents scénarios d'émission de gaz à effet de serre sont consultables sur un site dédié publié par Météo-France en novembre 2022.

## Urbanisme

### Typologie
Au 1er janvier 2024, Bazentin est catégorisée commune rurale à habitat dispersé, selon la nouvelle grille communale de densité à sept niveaux définie par l'Insee en 2022.
Elle est située hors unité urbaine. Par ailleurs la commune fait partie de l'aire d'attraction de Méaulte, dont elle est une commune de la couronne,. Cette aire, qui regroupe 9 communes, est catégorisée dans les aires de moins de 50 000 habitants,.

### Occupation des sols
L'occupation des sols de la commune, telle qu'elle ressort de la base de données européenne d'occupation biophysique des sols Corine Land Cover (CLC), est marquée par l'importance des territoires agricoles (86,8 % en 2018), une proportion identique à celle de 1990 (86,8 %). La répartition détaillée en 2018 est la suivante : 
terres arables (80 %), forêts (13,2 %), prairies (6,7 %). L'évolution de l'occupation des sols de la commune et de ses infrastructures peut être observée sur les différentes représentations cartographiques du territoire : la carte de Cassini (XVIIIe siècle), la carte d'état-major (1820-1866) et les cartes ou photos aériennes de l'IGN pour la période actuelle (1950 à aujourd'hui).

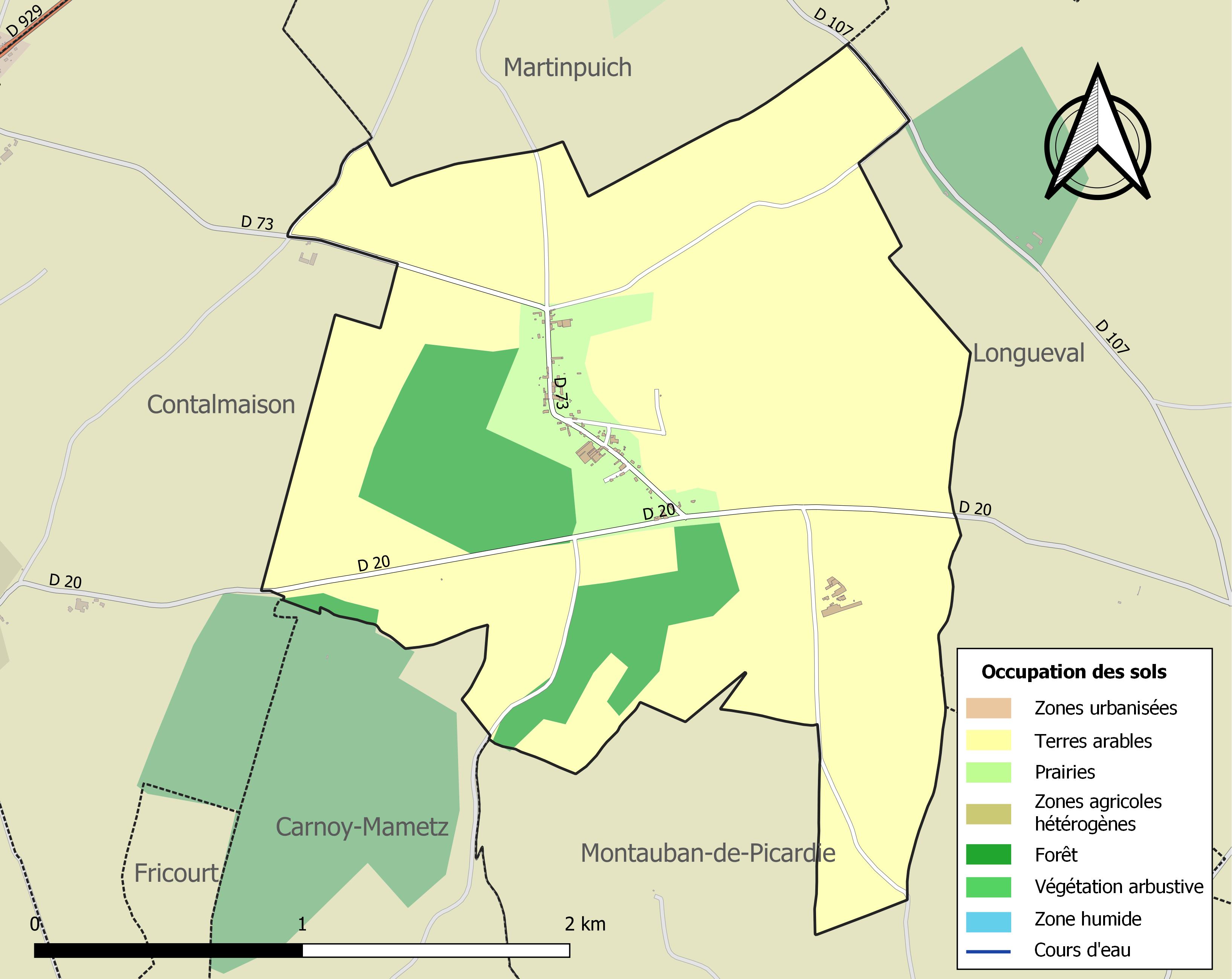
Carte des infrastructures et de l'occupation des sols de la commune en 2018 (CLC).

### Habitat
La commune est composée de deux agglomérations :
- Bazentin-le-Grand, comme l'exprime son adjectif, était autrefois le lieu principal où se trouvaient la paroisse et la cure. Il eut ensuite une annexe.
- Bazentin-le-Petit qui est aujourd'hui le chef-lieu de la commune avec la mairie-école et l'église.

Les villages terriblement éprouvés par les combats de la Première Guerre mondiale ont été reconstruits pendant l'entre-deux-guerres.

### Voies de communication et transports
Il est situé à proximité de la D 929 qui relie Amiens et Albert à Bapaume (cette portion de D 929 était le tracé de la N 29, avant 1970).

## Toponymie
La mention la plus ancienne du nom de Bazentin remonte à 1144, dans une charte conservée à l'abbaye de Corbie. On trouve plusieurs formes désignant Bazentin dans les textes anciens : Basentin (1144), Bassentin (1296), Basentinus (1377).

## Histoire

### Antiquité
- Traces de substructions antiques retrouvées dans le village[14].

### Moyen Âge
- En 1285, le tournoi de Chauvency-le-Château réunit 500 chevaliers. Le récit en fut fait par  le trouvère Jacques Bretel. La première joute opposa Huart de Bazentin, seigneur de Bazentin et Ferri de Chardogne. Les deux protagonistes, dont les blasons sont décrits dans l'armorial du tournoi de Chauvency, furent blessés.
- Il existait près de Bazentin-le-Grand, une maison de templiers[1].

Blason du seigneur de Bazentin.
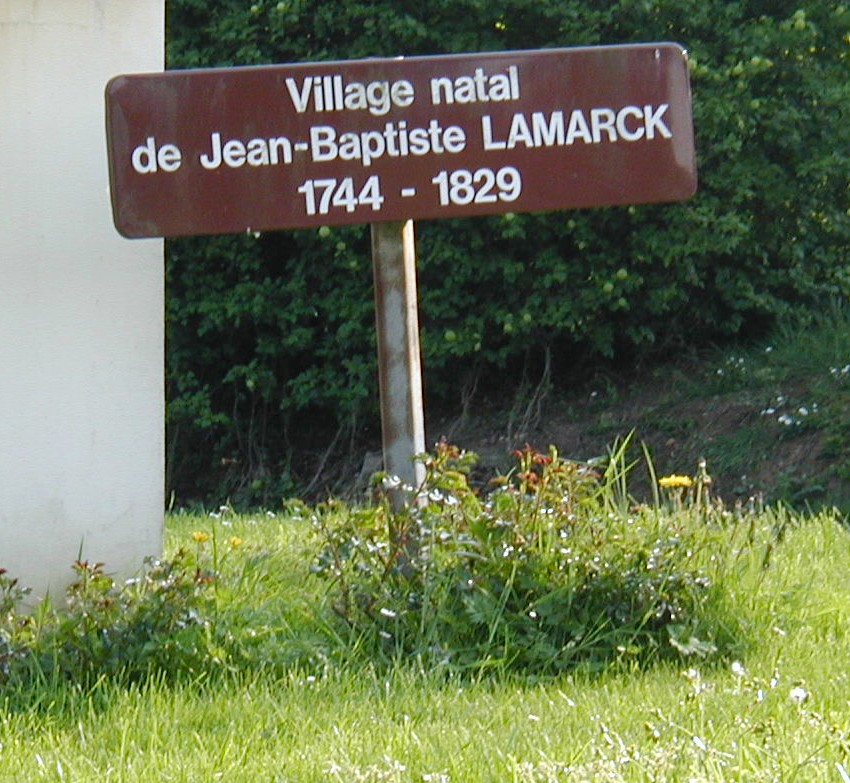
Signalé dans le village.
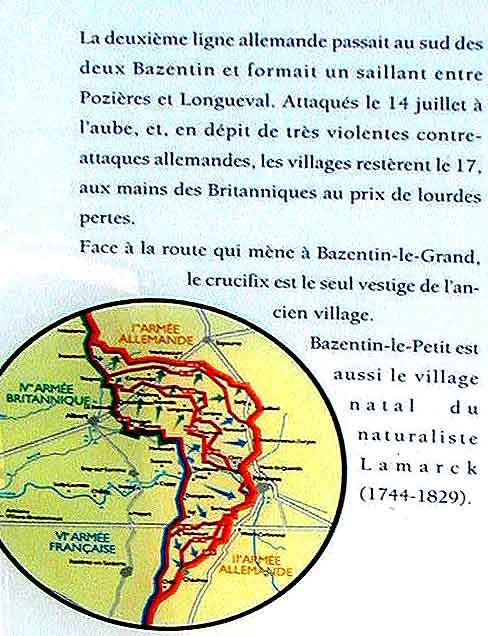
Panneau (extrait) visible dans le village.

### Époque moderne
- 1er août 1744 : naissance de Jean Baptiste Pierre Antoine de Monet, chevalier de Lamarck.

### Époque contemporaine

#### Révolution française
Le château de Bazentin-le-Grand disparut à la Révolution et ses propriétés furent morcelées et vendues.

#### Première Guerre mondiale
- 1914-1918 : Le village, en plein dans la zone des combats de la bataille de la Somme, fut détruit.

Remarque : La commune relevant de l'arrondissement de Péronne, ses registres les plus anciens, BMS (catholicité) et les premiers NMD (état-civil), ont été irrémédiablement détruits lors de l'incendie ayant ravagé la ville de Péronne, conséquence des bombardements de la Première Guerre mondiale.
Certains actes purent cependant être partiellement « reconstitués », lors de « commissions » composées à cet effet.

## Politique et administration

### Intercommunalité
La commune fait partie de la communauté de communes du Pays du Coquelicot, un établissement public de coopération intercommunale (EPCI) à fiscalité propre.

### Liste des maires

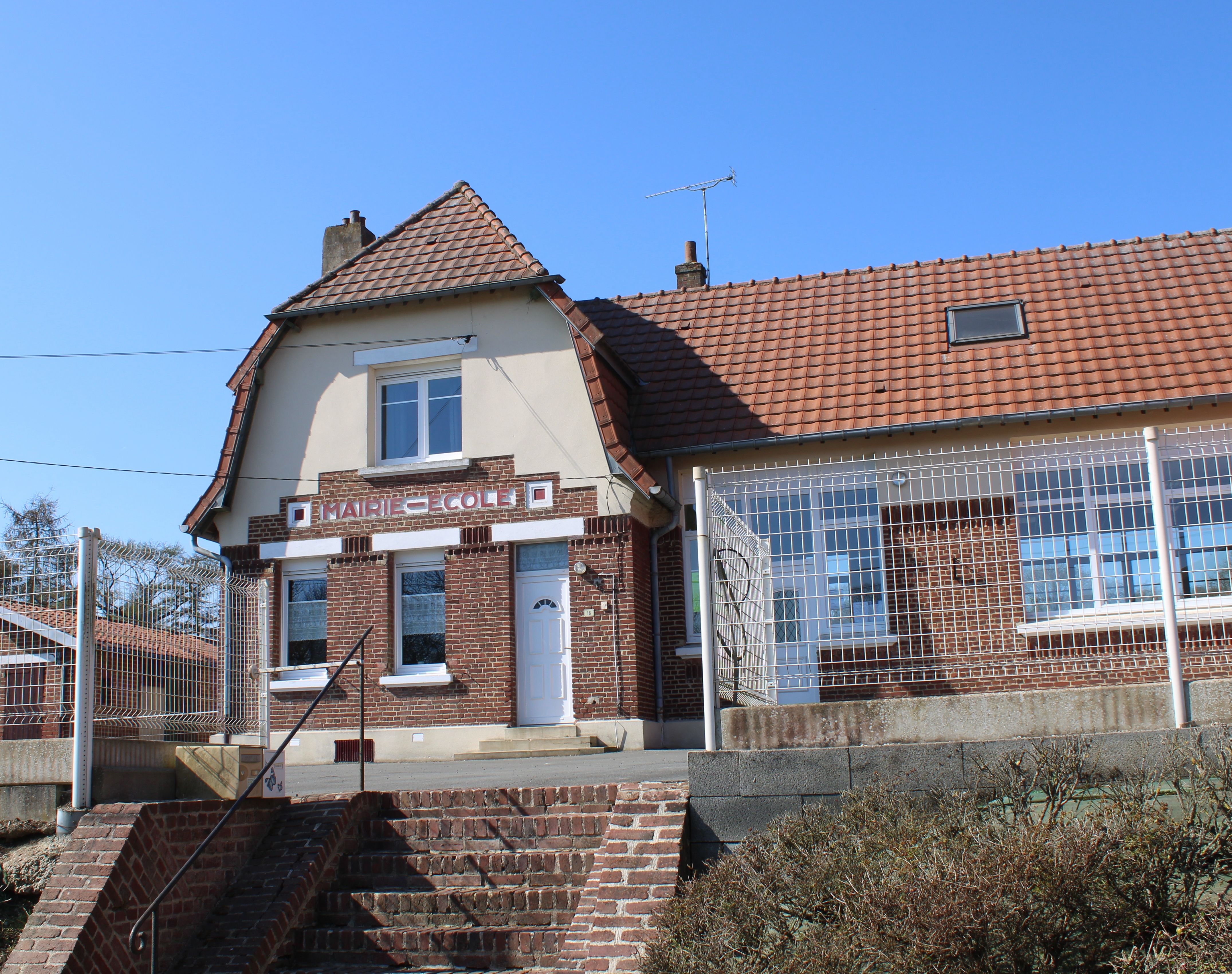
La mairie reconstruite dans les années 1920.

| Période                                  | Période                       | Identité            | Étiquette | Qualité                                                                                |
| ---------------------------------------- | ----------------------------- | ------------------- | --------- | -------------------------------------------------------------------------------------- |
| Les données manquantes sont à compléter. |                               |                     |           |                                                                                        |
| mars 2001                                | En cours (au 13 juillet 2020) | Jean-Luc Fourdinier |           | Vice-président de la CA du Pays du Coquelicot (2017 → ) Réélu pour le mandat 2020-2026 |

## Démographie

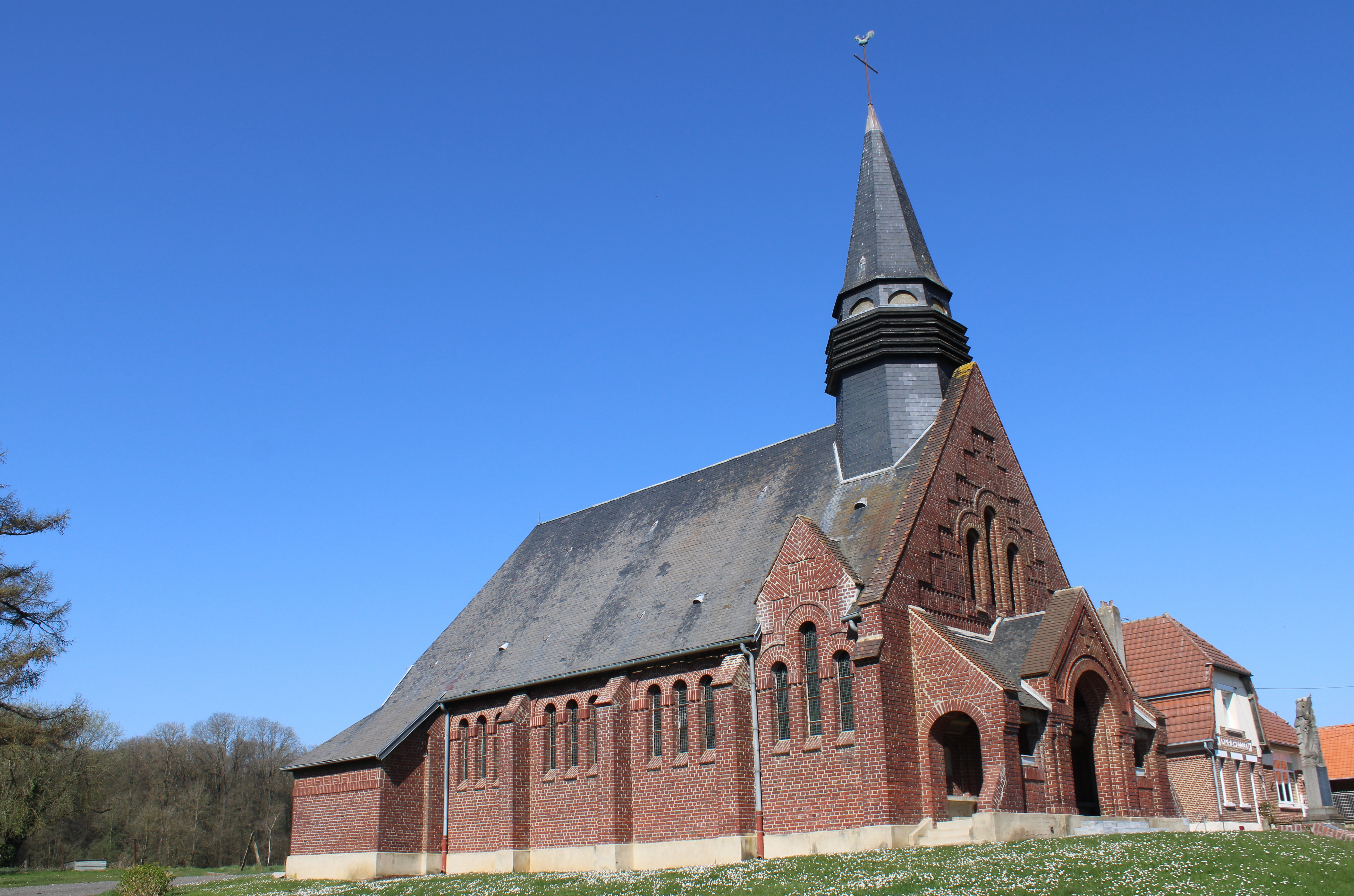
L'église de Bazentin reconstruite dans les années 1920.

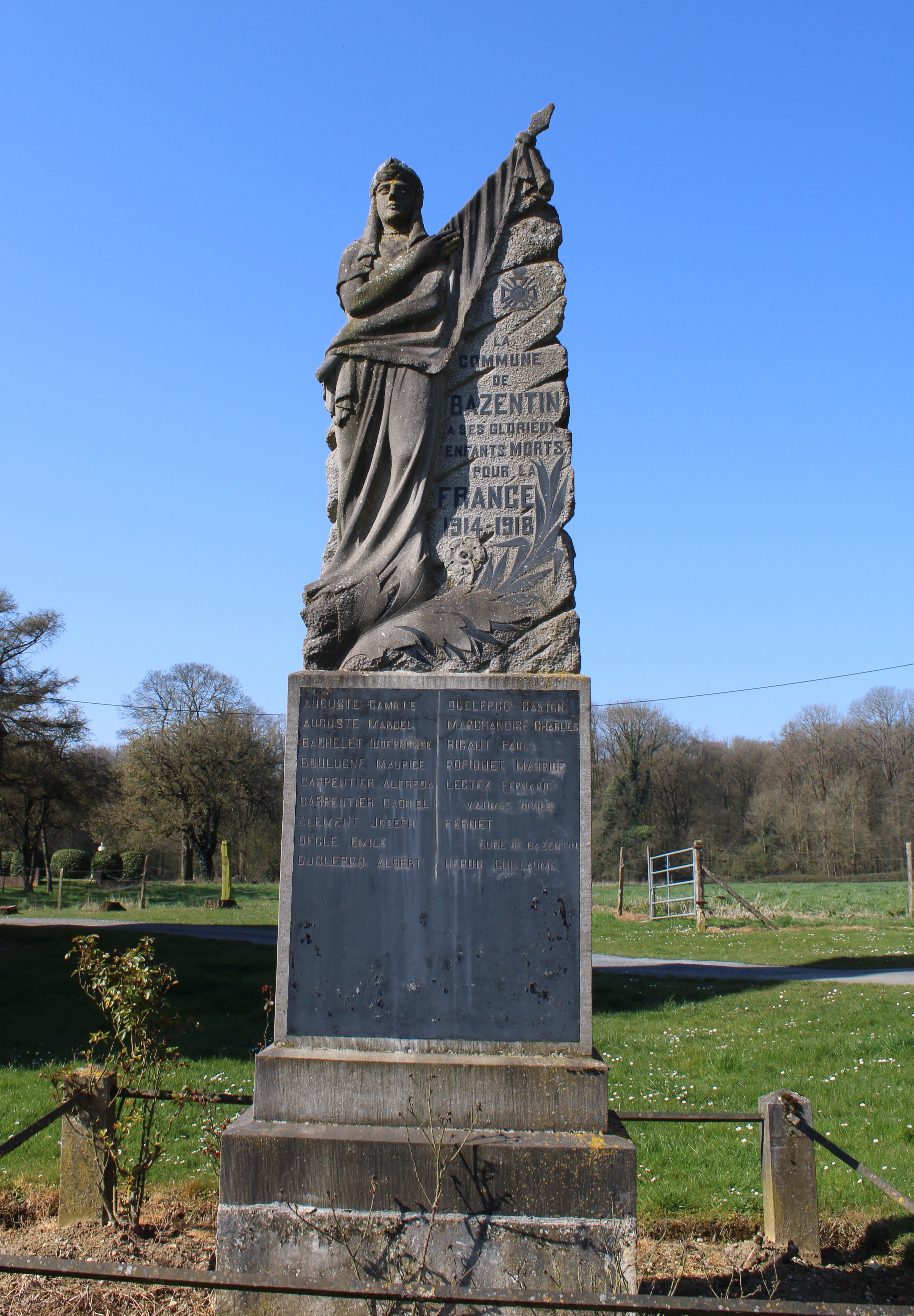
Le Monument aux morts.

L'évolution du nombre d'habitants est connue à travers les recensements de la population effectués dans la commune depuis 1793. Pour les communes de moins de 10 000 habitants, une enquête de recensement portant sur toute la population est réalisée tous les cinq ans, les populations de référence des années intermédiaires étant quant à elles estimées par interpolation ou extrapolation. Pour la commune, le premier recensement exhaustif entrant dans le cadre du nouveau dispositif a été réalisé en 2004.

En 2022, la commune comptait 82 habitants, en évolution de +2,5 % par rapport à 2016 (Somme : −1,26 %, France hors Mayotte : +2,11 %).
| 1793 | 1800 | 1806 | 1821 | 1831 | 1836 | 1841 | 1846 | 1851 |
| ---- | ---- | ---- | ---- | ---- | ---- | ---- | ---- | ---- |
| 379  | 326  | 442  | 389  | 353  | 339  | 341  | 364  | 365  |

| 1856 | 1861 | 1866 | 1872 | 1876 | 1881 | 1886 | 1891 | 1896 |
| ---- | ---- | ---- | ---- | ---- | ---- | ---- | ---- | ---- |
| 356  | 356  | 344  | 300  | 275  | 254  | 256  | 251  | 259  |

| 1901 | 1906 | 1911 | 1921 | 1926 | 1931 | 1936 | 1946 | 1954 |
| ---- | ---- | ---- | ---- | ---- | ---- | ---- | ---- | ---- |
| 238  | 242  | 215  | 116  | 94   | 125  | 136  | 114  | 149  |

| 1962 | 1968 | 1975 | 1982 | 1990 | 1999 | 2004 | 2006 | 2009 |
| ---- | ---- | ---- | ---- | ---- | ---- | ---- | ---- | ---- |
| 130  | 114  | 82   | 74   | 70   | 77   | 69   | 68   | 76   |

| 2014 | 2019 | 2022 | - | - | - | - | - | - |
| ---- | ---- | ---- | - | - | - | - | - | - |
| 78   | 77   | 82   | - | - | - | - | - | - |

## Culture locale et patrimoine

### Lieux et monuments

#### Église de la Nativité de la Sainte-Vierge
L'église de la Nativité-de-la-Sainte-Vierge, et son lutrin du XVIIe siècle. L'édifice précédent datait de 1774. Il a été complètement détruit lors des combats du 14 juillet 1916, lors de la bataille de la crête de Bazentin. Dans l'Entre-deux-guerres, il fut reconstruit sur les plans de l'architecte Joseph Andrieu. Le céramiste Maurice Dhomme réalisèrent le décor du maître-autel représentant la Passion du Christ, les autels latéraux, le chemin de croix et le décor des fonts baptismaux.

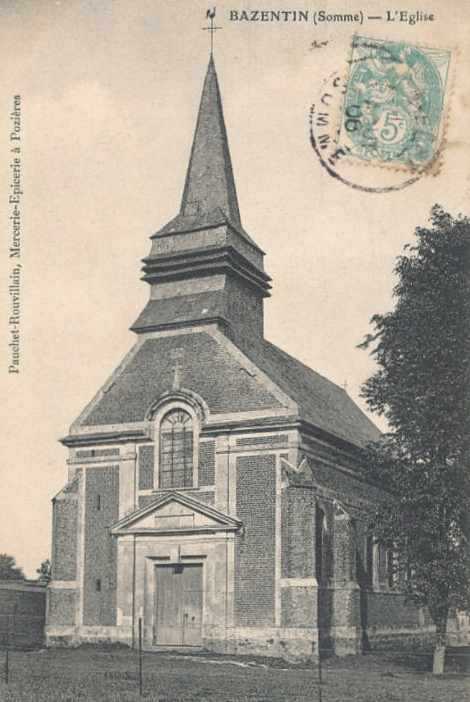
Carte postale de l'église de Bazentin construite en 1774.
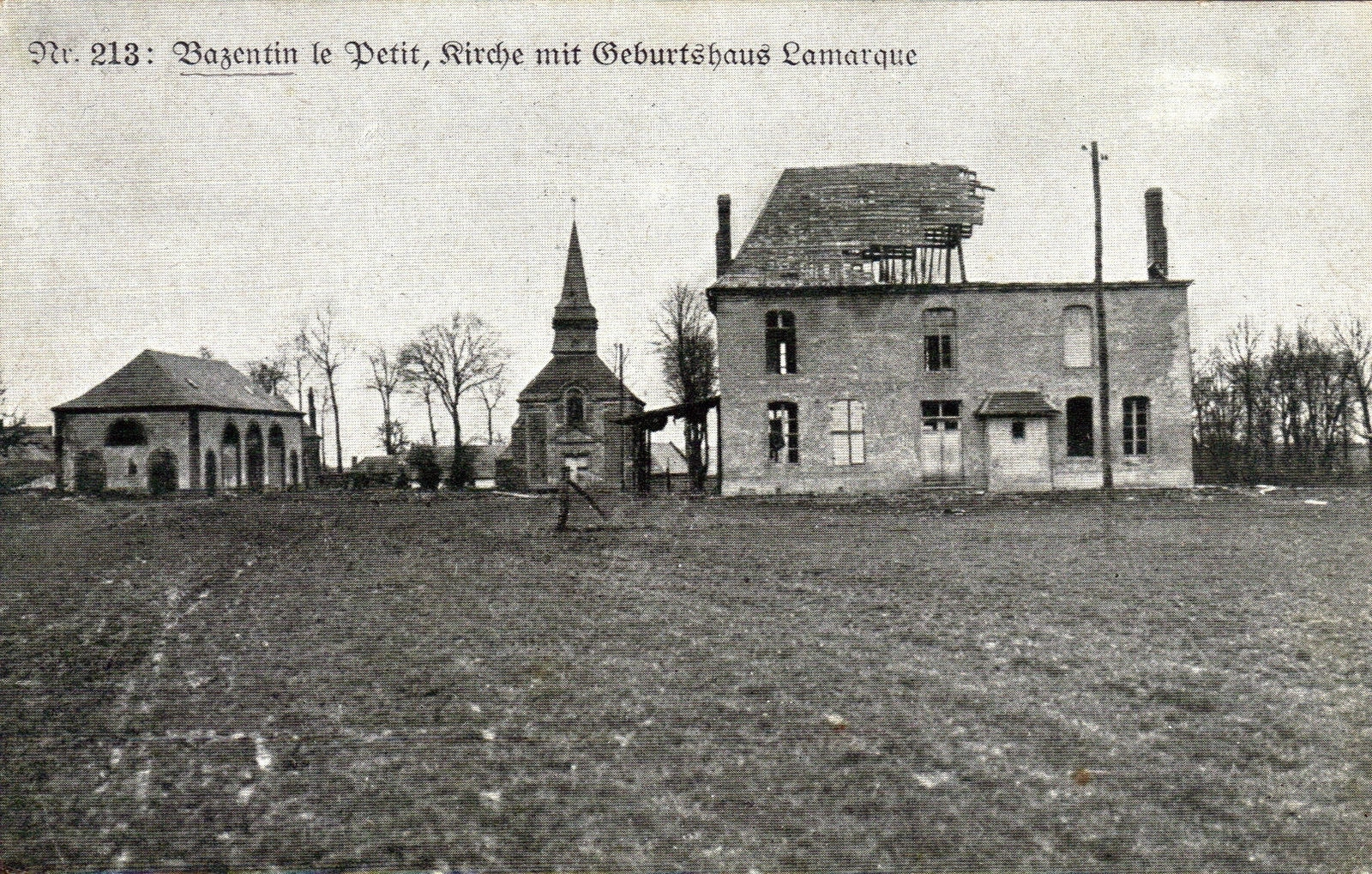
Carte postale allemande de 1915. De septembre 1914 jusqu'au 1er juillet 1916, aux mains des Allemands, le village a été peu touché par les bombardements. De gauche à droite, la salle des fêtes, l'église et la mairie.
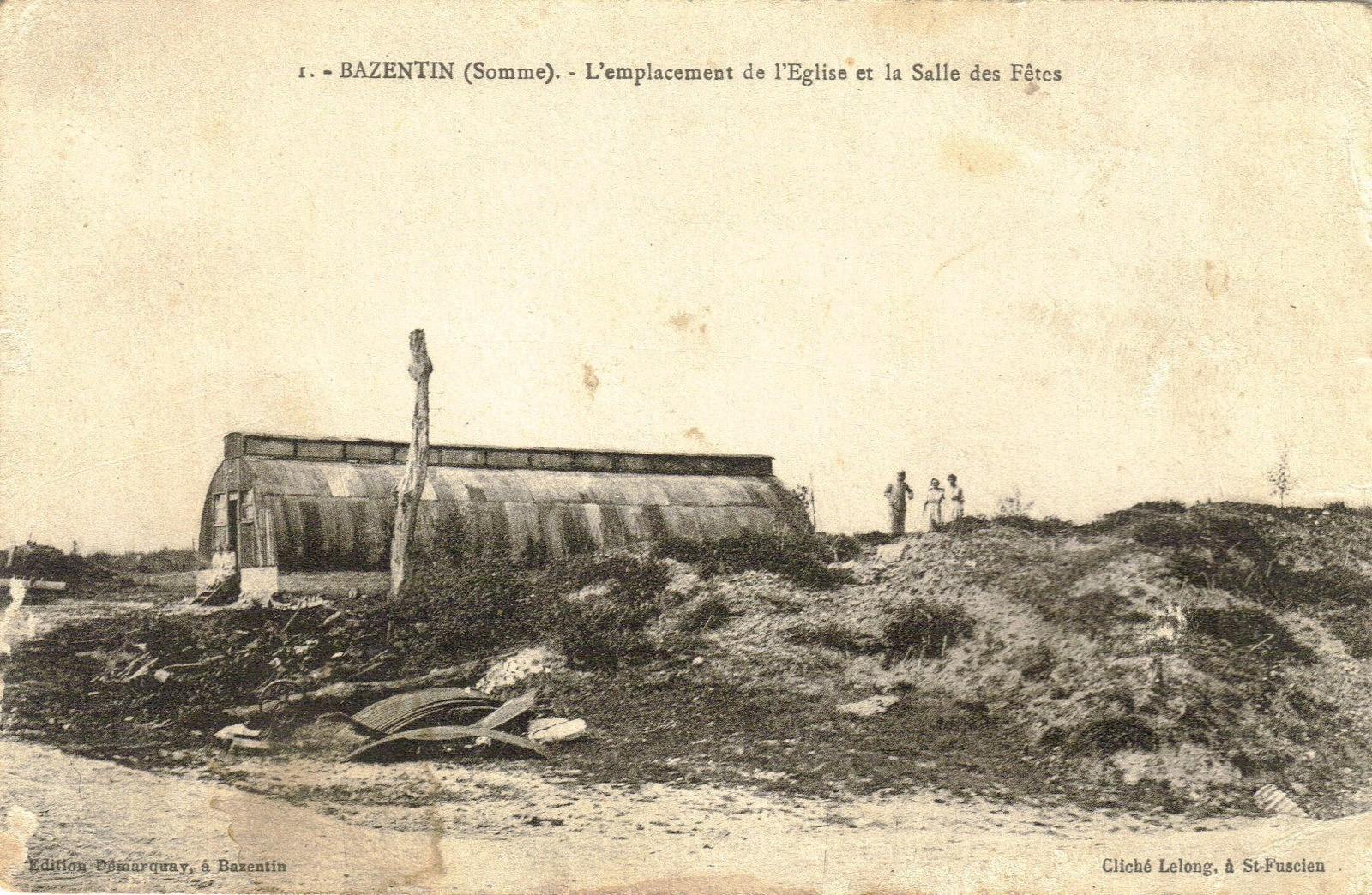
Ruines de l'église en 1919. Vidé de ses habitants qui avaient été évacués, le village a été complètement détruit lors les combats de la Bataille de la crête de Bazentin le 14 juillet 1916.
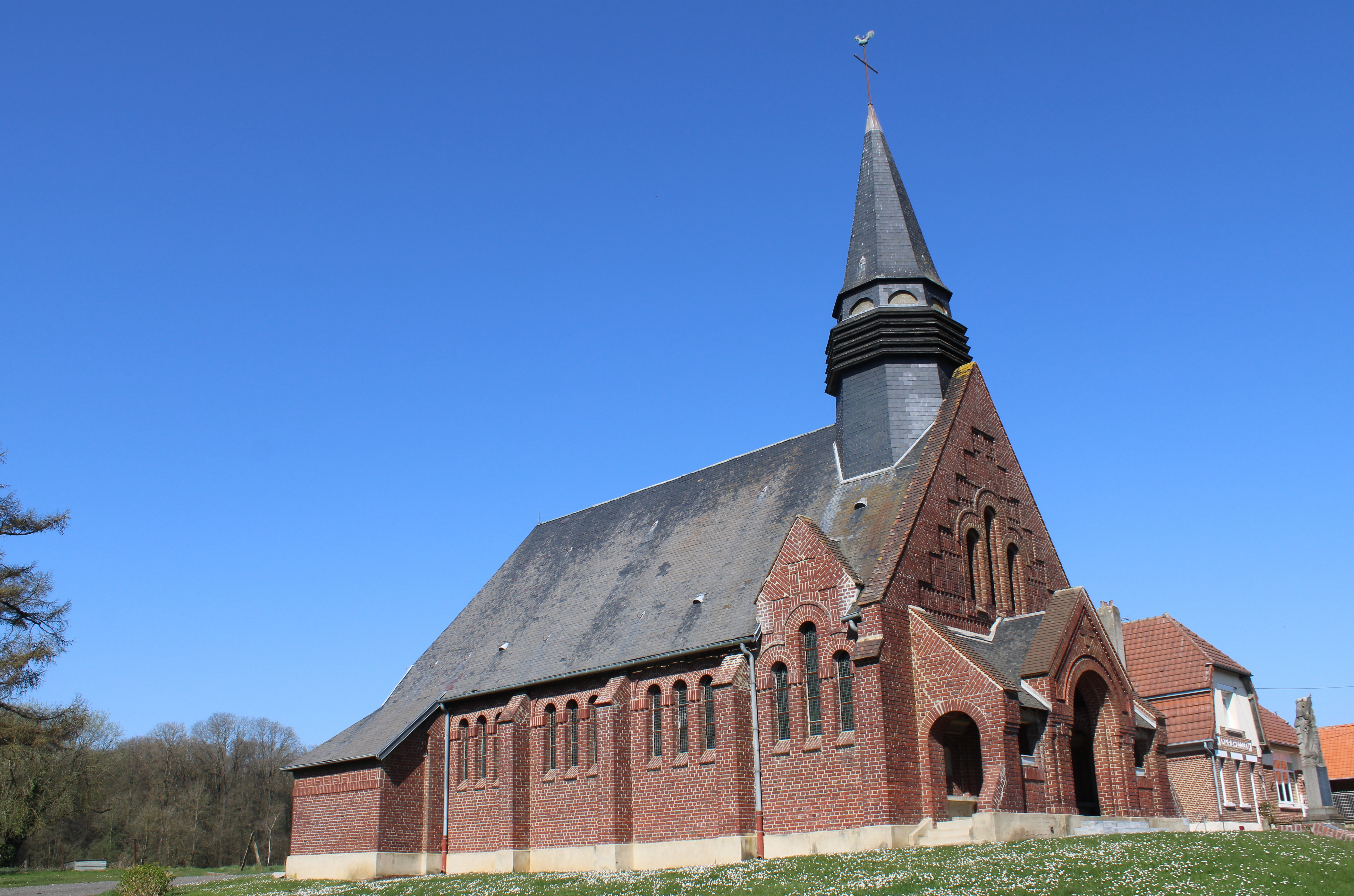
L'église actuelle reconstruite dans les années 1920.

#### Monument à Lamarck
Le Monument à la mémoire du naturaliste Lamarck, œuvre du sculpteur amiénois Albert Roze est situé à l'emplacement de la maison natale du savant.

### Personnalités liées à la commune
- Jean-Baptiste Pierre Antoine de Monet, chevalier de La Marck, dit Jean-Baptiste de Lamarck (1er août 1744, Bazentin – 18 décembre 1829, Paris), est un naturaliste français. D'abord botaniste, il se consacre ensuite à la zoologie des insectes et des vers. Au début du XIXe siècle, il a réalisé la classification des invertébrés, qui regroupent environ 80 % des animaux. Il est un de ceux qui ont pour la première fois utilisé le terme de biologie pour désigner la science qui étudie les êtres vivants.

Il a donné son nom au lycée d'Albert, où une petite exposition permanente lui est consacrée dans le couloir du bâtiment administratif.

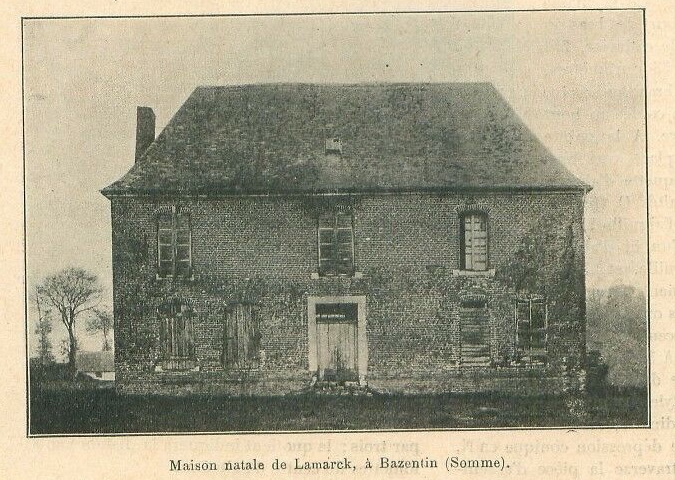
La maison natale de J.B. Lamarck vers 1900. Elle était située à l'endroit où sa statue a été edifiée. Elle a été detruite en 1916 lors de la bataille de la Somme.
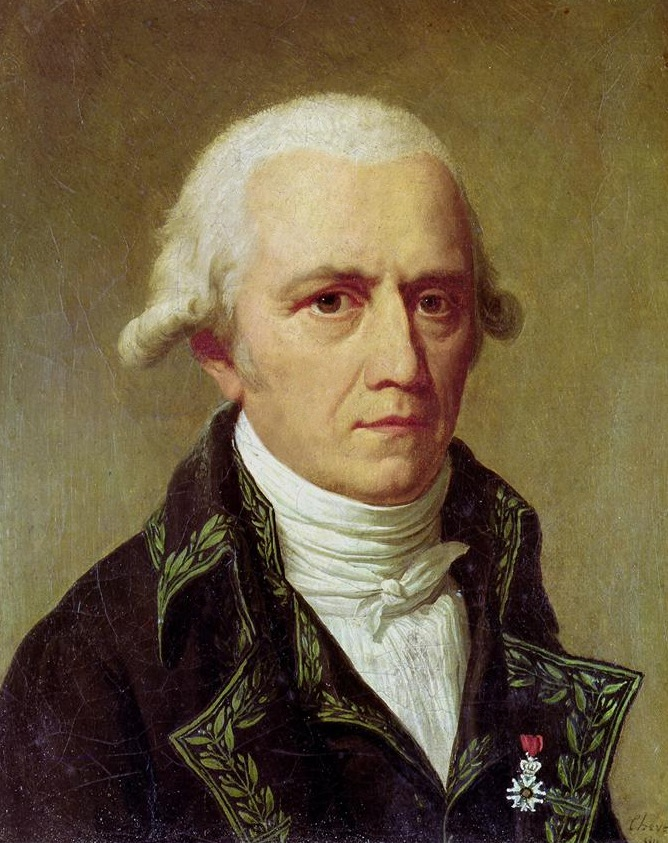
Portrait de Jean-Baptiste Lamarck.
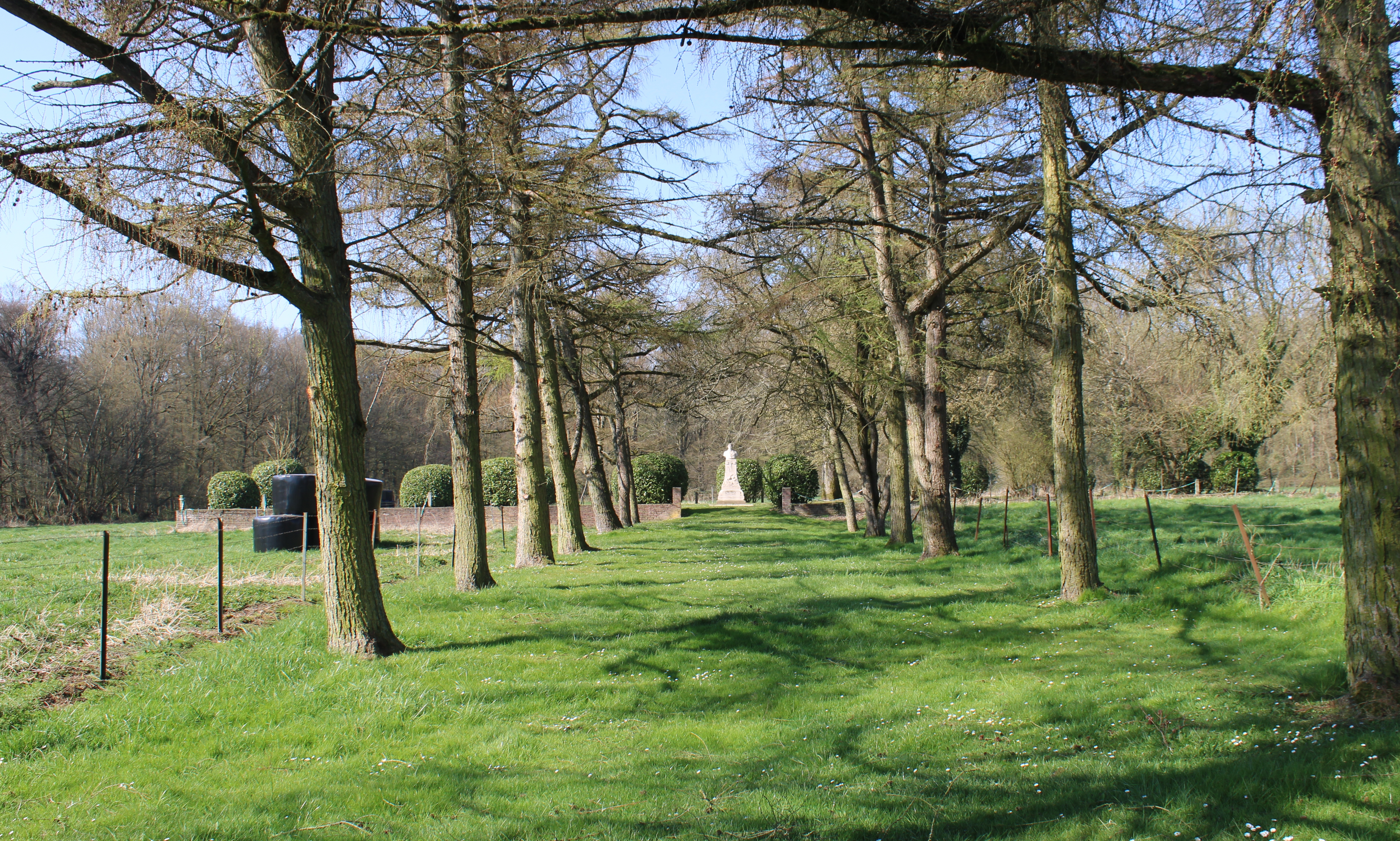
Statue de Lamarck.
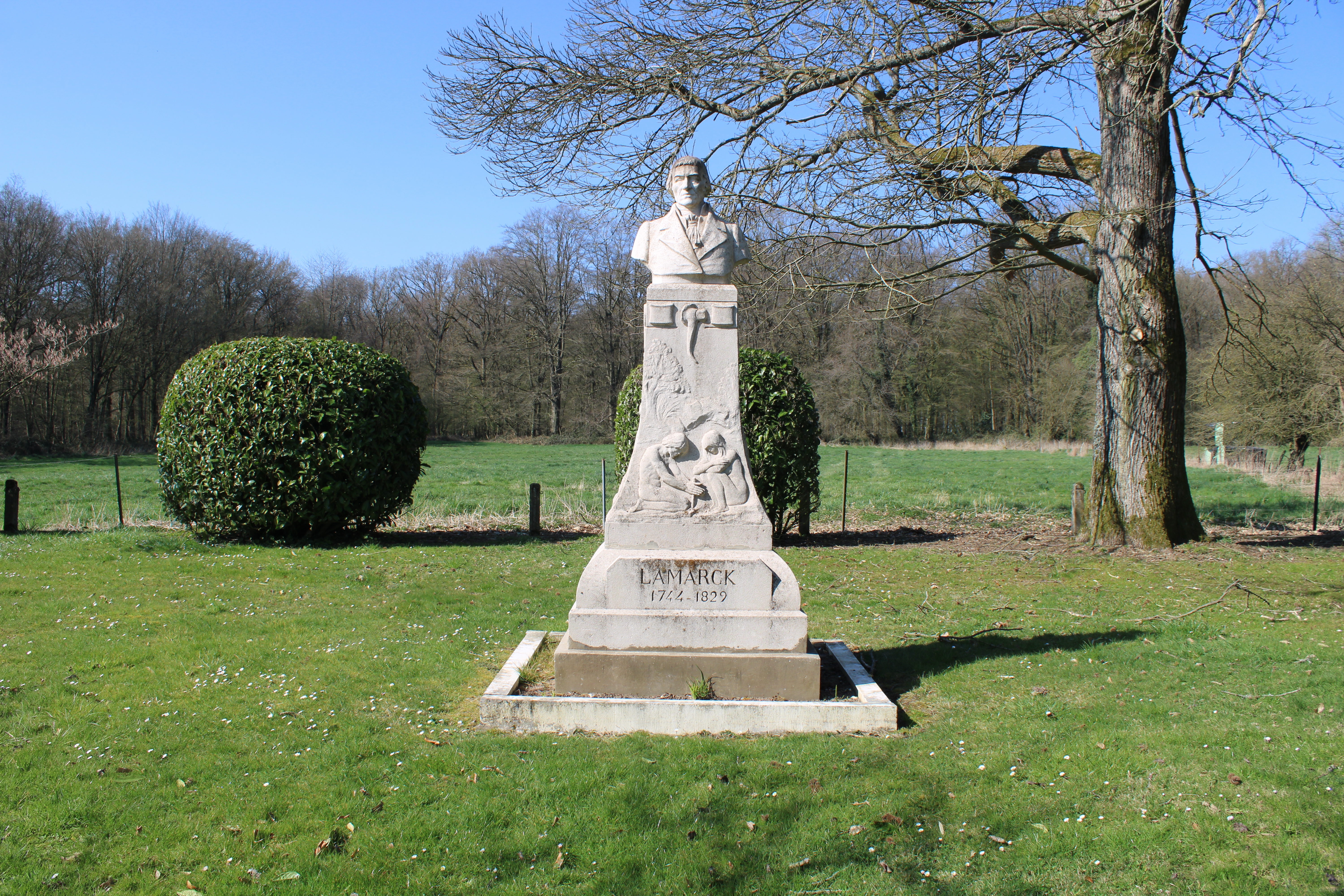
Statue de Lamarck.
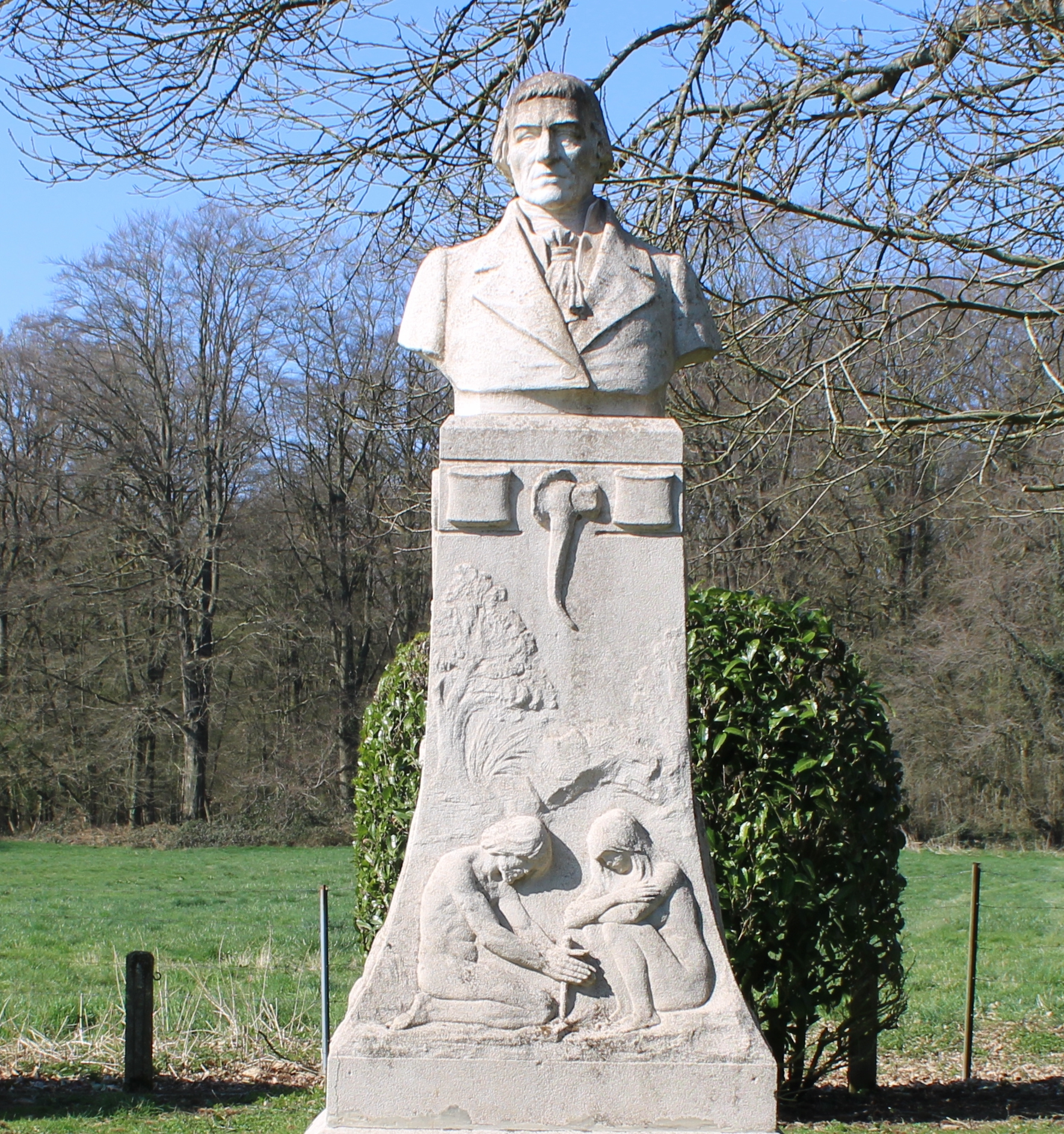
Statue de Lamarck.
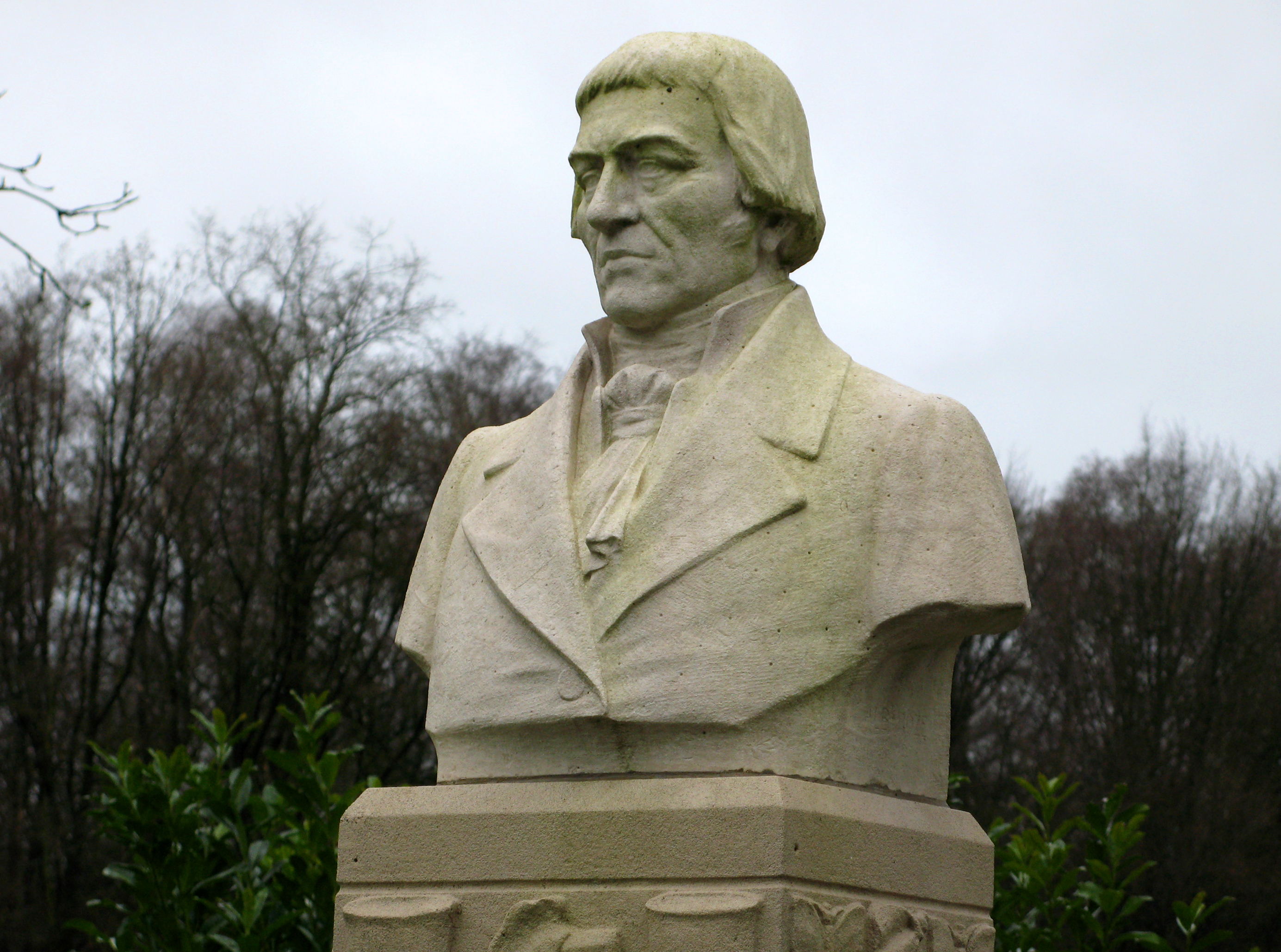
Statue de Lamarck.

## Pour approfondir